# 大長山
大長山（おおちょうさん）は、福井県勝山市および石川県白山市の境にある標高1,671mの山。加越国境に位置する両白山地の山で、白山国立公園および恐竜渓谷ふくい勝山ジオパーク・奥越高原県立自然公園内にある。
山域は小原ダムもあり、一級河川九頭竜川水系滝波川の源流である。

## 概要
取立山と赤兎山の中間に位置し、加越国境の最高峰である。
北東～東斜面の平坦部には、高層湿原や池塘も見られる。

## 自然
登山道周辺はチシマザサ、ヤハズハンノキ、ムラサキヤシオツツジ、ヒトツバヨモギ等の藪であり、山頂は風雪による草原や低木林に覆われている。
カラスシキミなどの稀産種が生育している他、ハクサンシャクナゲとホンシャクナゲが混生する群落が見られるなどの特徴がある。また、石川県側に見られる雪田草原や地塘も貴重である。

## 登山道
- 国道157号より小原林道終点から - 0:50小原峠 - 刈安山(1,540m)0:30 －山頂1:00
- 取立山への縦走路があるが笹藪に覆われ主に積雪期に冬山登山の訓練コースとなっている。

### 周辺の主な山
| 山容 | 名称     | 標高 （m） | 三角点 等級 | 経ヶ岳との 距離（km） | 備考                        |
| ---- | -------- | ---------- | ----------- | --------------------- | --------------------------- |
|      | 白山     | 2,702.17   | 一等        | 18.1                  | 日本百名山                  |
|      | 取立山   | 1,307.22   | 三等        | 6.8                   | 取立平 水芭蕉群生地         |
|      | 大長山   | 1,671.42   | 二等        | 5.5                   |                             |
|      | 赤兎山   | 1,628.66   | 三等        | 4.3                   | 赤兎避難小屋                |
|      | 法恩寺山 | 1,356.66   | 三等        | 2.9                   | 越前禅定道                  |
|      | 北岳     | 1,609      |             | 0.6                   | 北峰（双耳峰）              |
|      | 経ヶ岳   | 1,625.20   | 二等        | 0                     | 南峰（双耳峰） 日本三百名山 |
|      | 中岳     | 1,467      |             | 0.9                   |                             |
|      | 杓子岳   | 1,440      |             | 1.4                   |                             |
|      | 保月山   | 1,272.77   | 三等        | 2.1                   | 保月尾根                    |
|      | 荒島岳   | 1,523.49   | 一等        | 12.6                  | 日本百名山                  |